# Handel

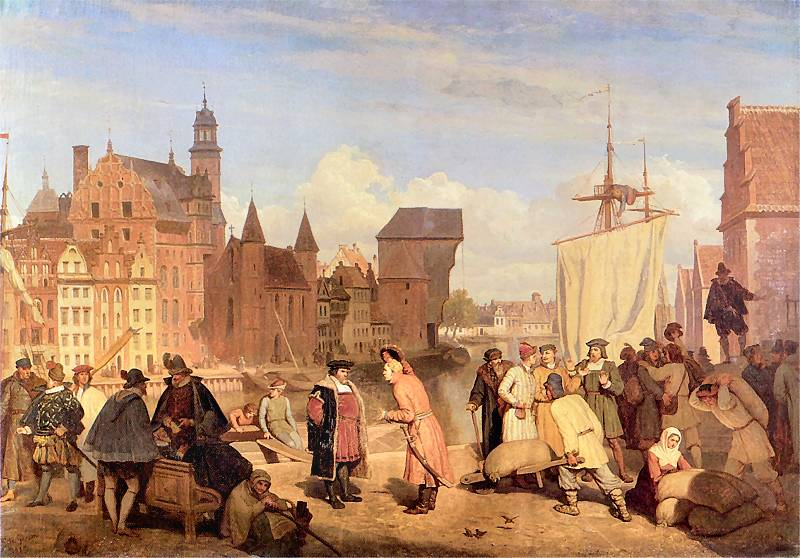
Gdańsk

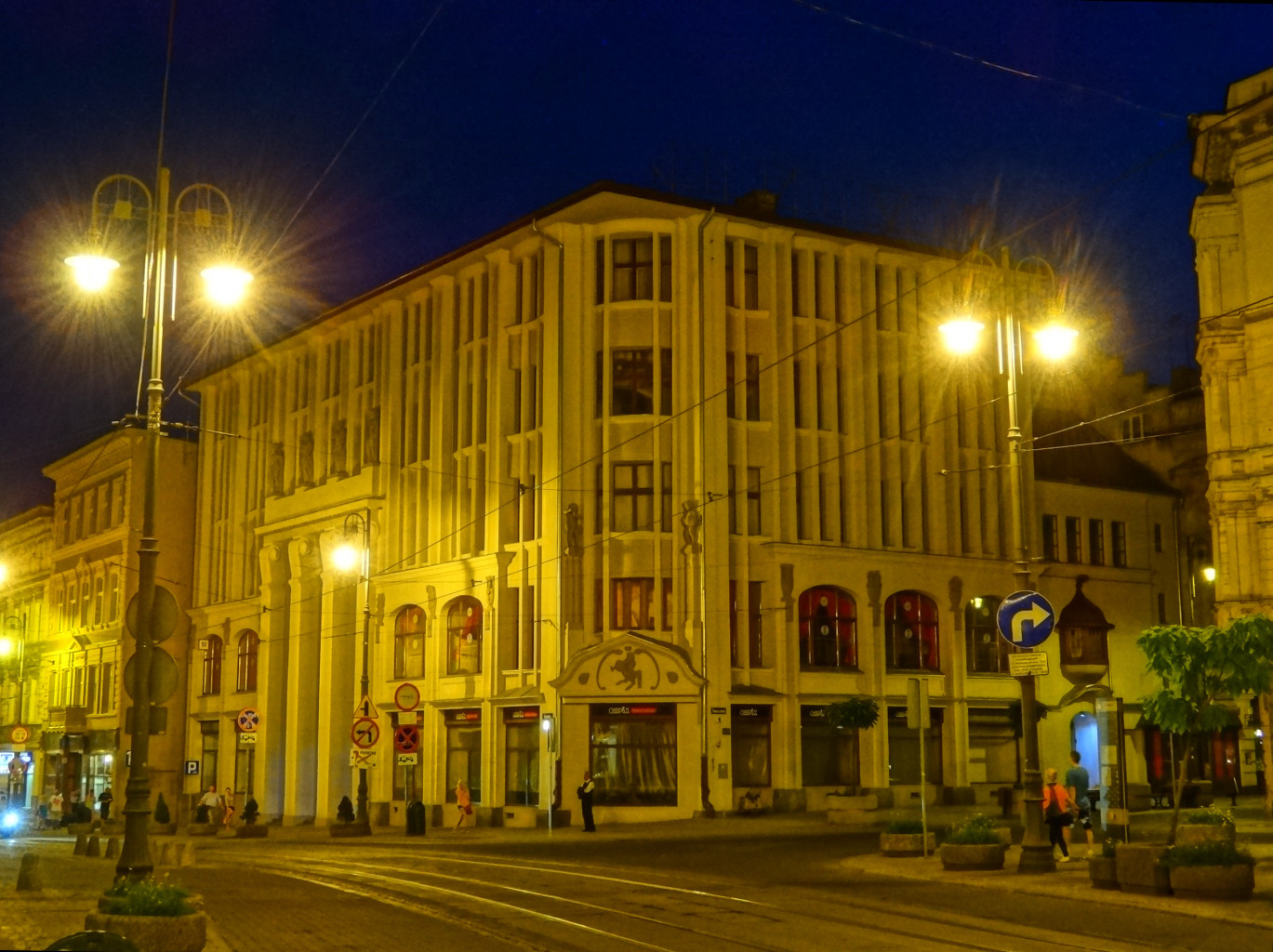
Gmach Domu Handlowego Jedynak w Bydgoszczy

Handel – proces gospodarczy polegający na sprzedaży, czyli na wymianie dóbr i usług na pieniądze, bądź na inne towary lub usługi (handel wymienny). Proces ten jest realizowany przez zawodowych pośredników w celu osiągnięcia zysku.
Do podstawowych funkcji handlu zalicza się:
- uzgadnianie struktury rodzajowej towarów,
- kierowanie ruchem towarów w czasie – związane jest to z występowaniem rozbieżności między produkcją a konsumpcją,
- kierowanie ruchem towarów w przestrzeni – miejsca produkcji określonych dóbr nie pokrywają się z miejscami popytu, spożycia lub zużycia,
- kształtowanie struktury asortymentowej towarów – poszczególne dobra w czasie przechodzenia ze sfery produkcji do sfery konsumpcji są grupowane według rodzaju zaspokajanych potrzeb,
- potrzeba lub chęć pozyskania czegoś.

W zależności od zakresu i rodzaju działalności wyróżnia się handel hurtowy i detaliczny. Odmianą handlu jest handel zagraniczny (międzynarodowy), czyli międzynarodowa wymiana towarowa pomiędzy przedsiębiorstwami pochodzącymi z różnych państw.